# Laurent Biondi
Pour les articles homonymes, voir Biondi.
Laurent Biondi est un ancien coureur cycliste français, né le 19 juillet 1959 à Grenoble. Il est actuellement directeur sportif de l'équipe AG2R La Mondiale.

## Biographie

### Carrière de coureur
Il commence le cyclisme en 1975 à l'AS Fontaine et est licencié en 1982 au SO de Pont-de-Cheruy-Charvieu.
Juste avant de passer professionnel en 1983, il gagne le titre de champion de France sur route amateur en 1982.
Il a remporté à deux reprises le titre de Champion de France de la course aux points en 1982 en catégorie amateur et en 1988 en catégorie élite.
Il remporta le plus haut titre de cette discipline en devenant champion du monde en 1990.

### Carrière de directeur sportif
En 1994, après le peloton, il devient directeur sportif adjoint de l'équipe Chazal, qui devient Casino en 1996 et AG2R en 2000.

### Affaires de dopage
En mars 2005, il est arrêté pour possession, transport et acquisition de produits dopants, à savoir le cocktail connu sous le nom de pot belge. En juillet 2006, à la suite d'une enquête judiciaire dans le milieu amateur commencée en 2005 sur un trafic de produits dopants à base d'amphétamines, dans lequel l'ancien coureur Laurent Roux est considéré comme le principal protagoniste, il est condamné à 3 mois de prison avec sursis et 1 500 euros d'amende en première instance puis est relaxé par la cour d'appel de Bordeaux et peut reprendre son poste dans l'équipe.

## Palmarès sur route

### Palmarès amateur
- Amateur
  - 1975-1982 : 31 victoires
- 1979
  - Une étape de Nice-Les Orres-Nice
  - 3e de Nice-Les Orres-Nice
- 1980
  - 2e de Nice-Les Orres
- 1982
  -  Champion de France sur route amateurs
  - 4ea étape de la Route de France[4]
  - Grand Prix de Monpazier
  - 2e du Tour du Pilat

### Palmarès professionnel
- 1983
  - 8e du Critérium du Dauphiné libéré
- 1984
  - 3e du Grand Prix de Cannes
  - 3e de Paris-Bourges
- 1986
  - 2e étape du Tour de France (contre-la-montre par équipes)
- 1987
  - 1re étape du Critérium du Dauphiné libéré
  - 1re étape du Tour de la Communauté européenne (contre-la-montre par équipes)
  - Prix de l'Amitié :
    - Classement général
    - 1re et 4e étapes

  - 2e du Grand Prix de Plumelec-Morbihan
- 1990
  - Grand Prix de Saint-Étienne Loire
- 1992
  - 3e de la Route du Sud
- 1993
  - 2e d'À travers Lausanne
  - 3e du Grand Prix du Midi libre

### Résultats sur les grands tours

#### Tour de France
6 participations
- 1983 : 79e
- 1985 : 53e
- 1986 : abandon (16e étape), vainqueur de la 2eétape (contre-la-montre par équipes)
- 1989 : 31e
- 1990 : 82e
- 1993 : 103e

#### Tour d'Italie
1 participation
- 1989 : 31e

#### Tour d'Espagne
1 participation
- 1987 : 32e

## Palmarès sur piste

### Championnats du monde
- Maebashi 1990
  -  Champion du monde de la course aux points

### Championnats d'Europe
| - 1988 - Médaillé d'argent de la course derrière derny - 1990 - Médaillé d'argent de l'américaine | - 1991 - Médaillé d'argent de la course derrière derny |  |

### Championnats de France
| - 1982 - Champion de France de la course aux points amateurs - 1984 - 3e de la course aux points - 1987 - 2e de la poursuite - 3e de la course aux points | - 1988 - Champion de France de la course aux points - 3e de la poursuite |  |

### Six jours
- Six jours de Bordeaux : 1989 (avec Pierangelo Bincoletto) et 1991 (avec Gilbert Duclos-Lassalle)
- Six jours de Grenoble : 1990 (avec Laurent Fignon)